# Aspicera scutellata
Aspicera scutellata är en stekelart som först beskrevs av Charles Joseph de Villers 1789.  Aspicera scutellata ingår i släktet Aspicera, och familjen glattsteklar. Arten är reproducerande i Sverige.